# Denovan Morales
Denovan Josué Morales Mejía (Siguatepeque, 1 de julio de 1987 - ibídem, 6 de mayo de 2010) fue un futbolista hondureño que jugó como volante de contención. Su último equipo fue el Hispano FC, de la Liga Nacional de Honduras.

## Trayectoria
Denovan Morales tuvo sus inicios como futbolista en el Hispano FC, y también jugó para el Real Juventud.
En 2007 inició su carrera en el Hispano FC que dirigía Edwin Pavón, y donde no logró tener participación. Luego, en el año 2008, previo al inicio del Torneo Apertura 2008, fue cedido al Real Juventud donde tampoco logró hacerse de un puesto como titular. Sin embargo, en 2009 regresó al Hispano FC donde hizo su debut en liga nacional el 14 de febrero, en una derrota de 3-0 ante el Club Deportivo Victoria. 
Jugó su último partido el 18 de abril de 2010, en un empate de 1-1 ante el Platense.

## Clubes
| Club          | País     | Año         |
| ------------- | -------- | ----------- |
| Hispano FC    | Honduras | 2007 - 2008 |
| Real Juventud | Honduras | 2008        |
| Hispano FC †  | Honduras | 2009 - 2010 |

## Muerte
Denovan Morales murió el 7 de mayo de 2010 en un accidente de tránsito, cuando el automóvil en el que se transportaba, un Toyota Hilux, impactó contra un autobús de transporte interurbano. Además de él, también murieron otras dos personas. El hecho ocurrió en la carretera Comayagua - Siguatepeque, a unos 130 kilómetros al norte de Tegucigalpa.